# Landesteil (Schweden)

Die Landesteile von Schweden

Als Landsdel (‚Landesteil‘. pl. Landsdelar) werden in Schweden die großen Regionen Norrland, Svealand und Götaland bezeichnet.
Im heutigen Schweden ist die Einteilung nach Landesteilen von marginalem Interesse. Sie werden hauptsächlich in der Meteorologie und der Statistik verwendet. Die Landesteile haben keine politische oder administrative Bedeutung, ebenso wie die kulturell weiterhin sehr wichtigen Landschaften (landskap). Solche Funktionen übernehmen die Provinzen (län) als staatliche Machtinstanzen und die mit den Provinzen geographisch identischen Kommunalverbunde (Landsting).
In der EU-Statistik wird Schweden nicht in 3 Landesteile, sondern in 3 Reichsgebietsgruppen aufgeteilt, deren Grenzen stark abweichen (siehe NUTS:SE).
| Landesteil | Einwohner 2011 | km²     | Anzahl Landschaften | Landschaften                                                                                                  |
| ---------- | -------------- | ------- | ------------------- | --- |
| Götaland   | 4.543.533      | 97.841  | 10                  | Schonen, Blekinge, Halland, Småland, Öland, Gotland, Östergötland, Västergötland, Dalsland und Bohuslän       |
| Svealand   | 3.785.534      | 91.098  | 6                   | Södermanland, Uppland, Västmanland, Närke, Värmland, Dalarna                                                  |
| Norrland   | 1.153.788      | 261.292 | 9                   | Gästrikland, Hälsingland, Härjedalen, Jämtland, Medelpad, Ångermanland, Västerbotten, Norrbotten und Lappland |

## Österland als vierter Landesteil

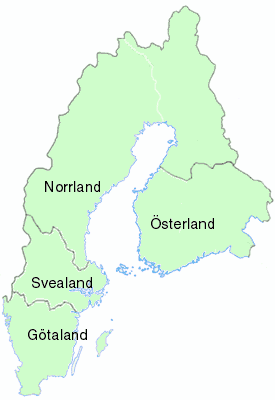
Die Landesteile von Schweden in den Grenzen von 1634

Bis 1809 gehörte Finnland zu Schweden. Der Nordteil des heutigen Finnlands wurde zu Norrland gerechnet, die Åland-Inseln zu Svealand, der Süden bildete mit Österland einen eigenen Landesteil.